# レイチェル・モリソン
レイチェル・モリソン（Rachel Morrison、1978年4月27日 - ）は、アメリカ合衆国の撮影監督である。『マッドバウンド 哀しき友情』で女性として初めてアカデミー撮影賞にノミネートされた。

## 経歴
1978年4月27日、マサチューセッツ州ケンブリッジに生まれる。コンコード・アカデミー、ニューヨーク大学、アメリカン・フィルム・インスティチュートで学んだ。『フルートベール駅で』、『マッドバウンド 哀しき友情』、『ブラックパンサー』などの作品で撮影を担当している。

## フィルモグラフィー
特記のない作品は撮影を担当。

### 長編映画
- パロアルト・グラフィティ Palo Alto （2007年）
- チョコレートドーナツ Any Day Now （2012年）
- フルートベール駅で Fruitvale Station （2013年）
- ユージュアル・ネイバー The Harvest （2013年）
- リトル・アクシデント -闇に埋もれた真実- Little Accidents （2014年）
- Cake ケーキ 〜悲しみが通り過ぎるまで〜 Cake （2014年）
- DOPE/ドープ!! Dope （2015年）
- マッドバウンド 哀しき友情 Mudbound （2017年）
- ブラックパンサー Black Panther （2018年）
- セバーグ Seberg （2019年）

### テレビ映画
- Confirmation （2016年）

### テレビドラマ
- クワンティコ/FBIアカデミーの真実 Quantico （2015年） - 監督
- アメリカン・クライム American Crime （2015年 - 2016年） - 監督
- マンダロリアン The Mandalorian （2023年） - 監督

## 受賞
- 2018年 - 第83回ニューヨーク映画批評家協会賞 - 撮影賞（『マッドバウンド 哀しき友情』）[11]